# Belarus 1
Belarus 1 (en biélorusse: Беларусь 1) est une chaîne de télévision biélorusse appartenant à la compagnie de télévision et de radio biélorusse. Chaîne publique de format généraliste, elle compte sur une grille de programmes mêlant informations, talk-shows, débats, séries, films et variétés. Ses émissions sont diffusées dans les deux langues nationales, le biélorusse et le russe. Une grande partie de ses programmes sert à alimenter la grille de Belarus 24, chaîne publique à vocation internationale reprise par satellite dans toute l'Europe.
Belarus 1 était membre de l'union européenne de radio-télévision (UER).

## Histoire de la chaîne

### Identité visuelle (logo)

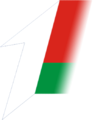
Logo de 2006 à 2011.
Logo depuis le 5 novembre 2011.

## Programmes
- Dr House

## Annexe